# Filey
Filey è un paese di 6 981 abitanti della contea del North Yorkshire, in Inghilterra.